# Alfiero Nena
Alfiero Nena (Treviso, 7 ottobre 1933 – Roma, 25 ottobre 2020) è stato uno scultore italiano.

## Biografia
Alfiero Nena nacque nel 1933, secondo di 5 figli, da madre sarta e padre maestro artigiano.
Dopo la morte del padre (1958), a 26 anni abbandonò Treviso e si spostò a Roma per coltivare e affinare la sua esperienza nell'arte della scultura vincendo poi, nel 1964, il Concorso Internazionale bandito dall’Ente ENPAIA con l’opera in ferro La grande quercia; poi collocata nella sede di Viale Beethoven all’EUR, a Roma.
Sempre in quegli anni la conoscenza con l'artista Anthony Quinn gli permise di elaborare nove sculture in ferro. Nel 1969 venne collocata nella Cappella Lituana, nelle grotte Vaticane, la sua opera Cancello con decorazioni scultoree.
Nell’ottobre del 1971 si iscrisse all’Accademia di belle arti di Roma alla cattedra di Emilio Greco da cui si diplomerà con il massimo dei voti (1975). Sempre nel 1975 si avviò all'insegnamento al liceo artistico di Latina per poi passare a Civitavecchia, quindi all'Istituto d'Arte per la decorazione della chiesa oggi divenuto Liceo artistico "Enzo Rossi" per terminare la carriera al II liceo artistico di Roma.
Nel 1979 Papa Giovanni Paolo II benedisse in Piazza San Pietro la sua statua in bronzo della Madonna del Soccorso che venne poi collocata sulla cima del Monte Tiberio a Capri tra i ruderi romani della Villa Jovis. La scultura, pesante 11 quintali, alta 5 metri, richiese un impegnativo trasporto, affidato ad un elicottero americano della United States Navy; l’evento fu narrato dai media nazionali e internazionali. 
Il 25 maggio del 1990 fu inaugurato il Cristo bronzeo "Lux mundi" commissionato dai Padri agostiniani per l’altare della Basilica di Santa Maria del Popolo che venne inaugurato il 25 maggio 1995 alla presenza dell’allora presidente del Consiglio Giulio Andreotti, il quale sottolineò il fatto che erano più di 200 anni che un'opera non veniva collocata in quella chiesa. Nel 1991 Papa Giovanni Paolo II benedisse la sua statua in terracotta della Beata Vergine dell’Accoglienza nella Sala Nervi in Vaticano destinata alla chiesa parrocchiale di S. Bernadette a Colli Aniene che venne intronizzata con una cerimonia presieduta dal cardinale Camillo Ruini vicario del Papa.
Sempre nel 1991 fondò l'Associazione culturale Fidia, sulle rovine di una vecchia scuola abbandonata e destinata alla demolizione in via del Frantoio, concessa allo scultore dal Comune di Roma per meriti artistici, che divenne il suo studio e la sede per l’esposizione permanente delle sue opere (Museo Nena). In questo nuovo e più ampio laboratorio elaborò la grande statua di S. Francesco che fu inaugurata nel 1993 e collocata nella piazza omonima a Sorrento.  Ad essa seguì nel 2001 una seconda statua del santo collocata all'ingresso del Sacro Monte di Orta.
Nel 1995 partecipò alla Biennale di Venezia con due sculture in ferro esponendo a Villa Pisani di Strà, tra le manifestazioni patrocinate. Due anni dopo, nel 1997, diventò presidente onorario dell'Associazione nazionale scultori d'Italia (Ansi).
Dal 1998 al 2012 gli venne affidata dal Campidoglio la creazione delle medaglie consegnate ad ogni atleta che percorre i 42 km della maratona di Roma.
Al Museo del tesoro di San Pietro in Vaticano si trovano altre sue opere d'arte come il bassorilievo della Cena in Emmaus (1997) sistemata presso la Cappella del Donatello e il bronzo della Beata Vergine dell'Accoglienza nella sala Stuart, una Deposizione in ferro e una Maternità in terracotta per volere del Capitolo dei Canonici.
Artista apprezzato dalla Santa Sede, scolpì la porta in bronzo esposta nel corridoio del Museo del Tesoro di S. Pietro in Vaticano (una porta a quadro unico, senza formelle) dedicata a Papa Giovanni Paolo II, benedetta poi da Papa Benedetto XVI il 20 dicembre 2006.
Nel 2005 ricevette il Premio “Foyer des artistes” presso il Teatro dell'opera di Roma e nel 2018 il Premio Beato Angelico nella Sala capitolare del Palazzo dei Domenicani di S. Maria. Fu Cavaliere della repubblica dal Giugno 1972.
Nel 2018 donò al comune di Amatrice il Monumento della mucca con il vitellino, dedicato in particolare agli agricoltori e agli allevatori del centro distrutto dal terremoto dell'agosto 2016 collocato su basamento simbolicamente realizzato con le pietre degli edifici crollati.

## Tecnica artistica
Prese a modelli Francesco Messina e Giacomo Manzù. La sua tecnica spazia dal gesso alla cera dalla forma a cera persa fino alla fusione in bronzo, prediligendo il ferro che impara a lavorare nella bottega del padre, forgiandolo nella sua fucina su carboni ardenti fino a renderlo incandescente, poi sbozzandolo sull'incudine a colpi di martello e infine plasmandolo sotto il marchio di un potente maglio elettromeccanico fino ad ottenere la forma desiderata.

## Opere
- Madonna (1977) - chiesa di Santa Maria del Soccorso, Capri